# NGC 2204
NGC 2204 هي مجرة تتبع كوكبة الكلب الأكبر. اكتشفها ويليام هيرشل في 6 فبراير 1785.

## روابط خارجية
- NGC 2204 على موقع ويكي سكاي: DSS2, SDSS, GALEX, IRAS, Hydrogen α, X-Ray, Astrophoto, Sky Map, Articles and images